# Camponaraya
Camponaraya (en gallec, Camponaraia) és un municipi de la província de Lleó, a la comunitat autònoma de Castella i Lleó. És un dels municipis d'El Bierzo en els quals es parla gallec.

## Demografia
| 1991 | 1996 | 2001 | 2004 |
| ---- | ---- | ---- | ---- |
| 3141 | 3226 | 3333 | 3411 |